# 呉俊陞
呉 俊陞（ご しゅんしょう）は清末民初の軍人。奉天派の有力軍人である。旧名は兆恩。字は興権。祖籍は山東省済南府歴城県。

## 事績

### 奉天派における台頭
馬売りの貧農の家庭に生まれ、5歳の時、父と共に奉天省昌図府に移った。長じて馬賊の群に身を投じたが、1880年（光緒6年）に清軍に加わる。匪賊討伐で軍功をあげ、1906年（光緒32年）、奉天後路巡防営統領に昇進して鄭家屯に駐留した。翌年に張作霖と知り合い、親交を結んだ。
1912年（民国元年）8月、呉俊陞は東三省へのモンゴル軍の進攻を撃退する上で功績があり、翌年2月、奉天第2騎兵旅旅長に昇進した。5月には、陸軍中将銜を授与されている。11月には林西に駐屯し、宗社党の反乱を鎮圧した。
1914年（民国3年）2月、陸軍中将に昇進し、翌月には洮遼鎮守使を兼任した。1915年（民国4年）12月の袁世凱の皇帝即位にともない、二等男爵に封じられた。1916年（民国5年）10月、林西之戦でモンゴル軍を撃破した。同年には日本軍と衝突する鄭家屯事件が発生して呉俊陞の部隊もこれに加わったため、北京政府の命令により日本側への謝罪・賠償を承諾させられている。
1917年（民国6年）、第28師師長馮徳麟が張作霖に対して蜂起すると、呉俊陞は張を支援し、馮を破った。この功績により、張から第29師師長に任命されている。1919年（民国8年）、吉林督軍孟恩遠を討伐した際には、北路総司令に任命され、東路総司令の孫烈臣とともに孟を挟撃してこれを屈服させた。これにより、呉は黒竜江督軍兼省長に任命された。
以後7年に渡り、呉俊陞は黒竜江省を統治したが、呉の内政手腕は拙く、しかも私利を貪る傾向が強かった。同じ奉天派軍人である張作相は、後に吉林省を数年間統治したが、張作相は内政でも優れた実績を残している。呉の統治とは対照的であったと言えよう。

### 郭松齢討伐
第1次奉直戦争に奉天派が直隷派に敗北した後の1922年（民国11年）6月8日、東三省議会が張作霖を東三省保安総司令に推挙し、呉俊陞と孫烈臣は副司令となった。奉天派の軍事改革に、呉も黒竜江軍事訓練処督弁として参加している。1924年（民国13年）9月の第2次奉直戦争では、呉は第5軍軍長に任命され、奉天派の後方を固めた。
1925年（民国14年）10月、呉俊陞は張作霖の命により、馮玉祥の後背を脅かすために多倫・張家口方面へ出撃した。しかし11月20日に、郭松齢が馮と結んで兵変を起こす。12月23日、呉は巨流河で郭を撃破し、これを捕えて処刑した。この時、呉と楊宇霆は反乱軍の将兵を徹底的に粛清するよう主張したが、張作相・韓麟春は反対して寛大な処置を求めている。結局、張作霖は後者の意見に従った。

### 張作霖と共に死す
1926年（民国15年）、中国国民党の北伐への対策を巡り、呉俊陞と張作相は保境安民を主張した。しかし張作霖は、張宗昌の強硬意見に従う。同年12月、張作霖は、張宗昌・孫伝芳により安国軍総司令に擁立された。翌年6月、呉らは張作霖を陸海軍大元帥に推戴し、呉は安国軍第7軍団軍団長に任命された。
10月には、呉俊陞は東三省辺防司令兼保安総司令に任命された。さらに、陸軍上将に昇進し、興威将軍の位を授与されている。しかしこの時機には、東三省でも反北京政府・反日のデモや暴動が頻発している。呉は武力によりこれを強硬に鎮圧したが、結局は奉天派の威信をさらに損なっただけであった。
1928年（民国17年）6月4日、国民党の北伐軍に敗北して逃走する張作霖に同行していた呉俊陞は、皇姑屯で関東軍に列車を爆破され、揃って死亡した（いわゆる張作霖爆殺事件）。享年66（満64歳）。